# Boeckella denticornis
Boeckella denticornis is een eenoogkreeftjessoort uit de familie van de Centropagidae. De wetenschappelijke naam van de soort is voor het eerst geldig gepubliceerd in 1950 door Brehm.